# Meghan McCain

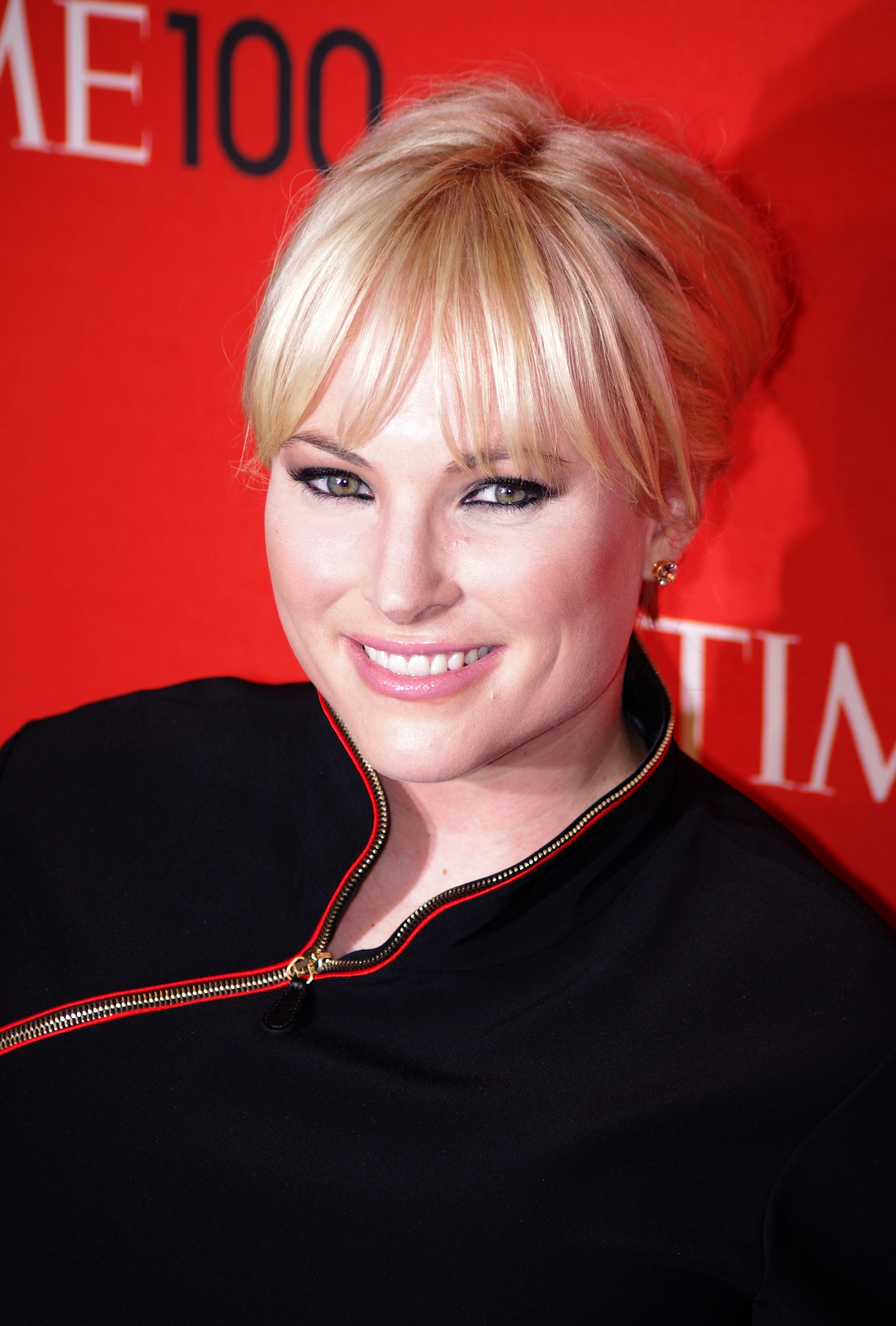
Meghan McCain 2011.

Meghan Marguerite McCain, född 23 oktober 1984 i Phoenix i Arizona, är en amerikansk TV-personlighet, kolumnist och författare. Hon arbetar som programledare för The View på American Broadcasting Company. Hon är dotter till John McCain och Cindy McCain.